# 청웅중학교 (충남)
청웅중학교는 충청남도 보령시 청소면 진죽리 282에 있었던 사립 중학교이다.
2005년 중학교 의무교육 전면실시 전 소규모 사립학교를 인근 공립학교와 통폐합하는 과정에서 보령중학교로 통폐합되었다.

## 연혁
- 1966.04.25 청소고등공민학교 인가(청소면 진죽리 337-2)
- 1968.03.01 청웅중학교로 개교
- 1968.03.05 청웅중학교 설립인가(6학급)
- 1976.05.31 학칙변경예비인가(9학급)
- 1977.03.05 학칙변경(학급증설)인가
- 1985.02.27 학칙변경인가(12학급)
- 1992.02.20 학칙변경인가(6학급)
- 1994.03.12 학칙변경인가(5학급)
- 1995.04.14 학칙변경인가(4학급)
- 1996.04.16 학칙변경인가(3학급)
- 1997.03.31 학칙변경인가(학생정원)
- 1998.03.01 학칙변경인가(학생정원)
- 1999.03.01 학칙변경인가(학생정원)
- 2004.03.01 보령중학교로 통폐합

## 동문
1. ↑  이충건 (2003년 9월 1일). “도내 소규모 사립중 문닫기로”. 충청투데이.